# Chauncey H. Griffith

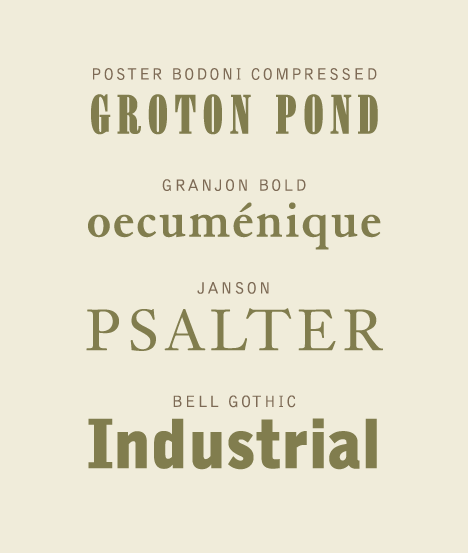
Voorbeelden van lettertypen door Chauncey H. Griffith

Chauncey H. Griffith (Irontown (Ohio), 1879 - Butler (New York), 1956) was een Amerikaans drukker en letterontwerper, bekend door de lettertypen Excelsior en Bell Gothic.
Griffith werd geboren in de staat Ohio en begon zijn carrière als letterzetter en handpersdrukker. In 1906 ging hij werken bij Mergenthaler Linotype Company op de verkoopafdeling. Daar werd hij later verkoopdirecteur en leidde de implementatie van Linotype apparatuur als industriestandaard bij kranten- en boekdrukkers.
Griffith promoveerde tot vice president van het typografisch ontwerp door nauw samen te werken met letterontwerpers als William Addison Dwiggins en Rudoplh Ruzicka. Hij ontwierp in 1931 het lettertype Excelsior dat goed werd onthaald als broodtekst- en kopletter voor Amerikaanse kranten. Onder leiding van Griffith als hoofd typografische ontwikkeling bij Linotype, werden revivals van lettertypen Baskerville, Granjon en Janson uitgebracht. In 1938 ontwierp hij lettertype Bell Gothic voor Bell Telephone Company telefoonboeken.
Enkele lettertypen van Griffith:
- Ionic No. 5 (1922–1925)
- Poster Bodoni en Poster Bodoni Compressed (1929)
- Granjon (1930)
- Excelsior (1931)
- Paragon (1935)
- Bookman (1936)
- Opticon (1935–1936)
- Memphis Extra Bold en Memphis Extra Bold Italic (1936)
- Janson (1937)
- Bell Gothic (1938)
- Ryerson Condensed (1940)
- Corona (1941)
- Monticello (1946)